# Trikolon
A trikolon (görög "háromtagú") retorikai eszköz, stilisztikai alakzat, általában három nagyjából egyenlő hosszúságú, azonos témára vonatkozó tagmondat összeillesztése, amelyek így egymást fokozva erősítik a mondanivaló hatását.

## Néhány példa
- Veni, vidi, vici. ("Jöttem, láttam, győztem.")
- Christus vincit, Christus regnat, Christus imperat. (Krisztus győz, Krisztus kormányoz, Krisztus uralkodik.)